# HLA-B27
HLA-B27, humani (ljudski) leukocitni antigen, , (engl. Human Leukocyte Antigen (HLA) B27), (podtip B*2701-2759), koji se nalazi na površini belih krvnih ćelija (leukocita). HLA-B27 je antigen kodiran po površini klase I B lokusa u glavnom histokompatibilnom kompleksu (MHC) na hromozomu 6 i predstavljen sa T pomoćnom ćelijom. HLA-B27 je snažno povezan je proteinima koji pomažu imunskom sistemu organizma da uoči razliku između svojih vlastitih ćelija i stranih, štetnih materija. Prisutan je kod većine bolesnika sa spondiloartropatijom, u procentu i do 90%, pa je testiranje krvi na HLA-B27 antigen, od posebnog značaja u dijagnostici autoimunih bolesti iz grupe seronegativnih spondiloartropatija.,

## Epidemiologija
Gen HLA-B27 je smešten na hromozomu 6p21.3. i sastoji se od niza sa najmanje 31 vrlo sličnih alela, HLA-B2728 do B2701 koji nose naziv HLA.
HLA-B27 je poznat od 1985. Antigen se sastoji od 6 podtipova, no nikakva povezanost ne postoji između pojedinih podvrsta kod npr. prednjeg uveitisa oka ili drugih HLA-B27 zapaljenjskih bolesti.
U opštoj populaciji stanovnika sveta prevalenca HLA-B27 gena znatno varira. Njegova zastupljenost je 8% kod belaca, 4% kod Severnih Afrikanaca, 2-9% kod Kinezaa i 0,1-0,5% kod Japanaca. Oko 24% stanovnika Severne Skandinavije (Finska), je HLA-B27 pozitivno.,,

## Uloga u bolestima
Vrlo snažno povezan sa HLA-B27 je grupa određenih autoimunih bolesti kao što su reumatoidni artritis („klasični oblik“), kao i neke bolesti iz grupe seronegativnih spondiloartritisa. Imajući ovo u vidu utvrđivanje razlike u HLA-B27 pozitivnih i negativnih bolesnika u reumatologiji je jedan od važan kriterijuma u diferencijalnoj dijagnostici.
Odnos između HLA-B27 i mnogih bolesti još uvijek nije u potpunosti razjašnjena. Iako je prisutan u patologiji mnogih poremećaja, on se ne javlja kao jedini posrednik u razvoju bolesti, pa se i pored svih dosadašnjih istraživanja, još ne zna koliki je njegov uticaj.
Na primer, dok je kod 90% osoba sa ankilozirajućim spondilitisom HLA-B27 pozitivan, prevalenca ove bolesti u Evropi zasniva se na samo 0,5% до 1%, što zači da se samo kod jednog dela osoba sa HLA-B27 može razviti ankilozirajući spondilitis.
To postavlja dva važna pitanja? Zašto sve HLA-B27 pozitivne osobe ne obolevaju kao i zašto se kod nekih ljudi koji su HLA-B27 negativni razvija bolest? Otkriveno je da postoje dodatni geni koji zajedno sa HLA-B27 utiču na pojavu bolesti. Osim toga, postoje potencirajući faktori sredine (okidači) koji takođe mogu igrati ulogu kod osetljivih pojedinaca.,
|  | SAD Aljaska Jupik                        | 11.5 |
|  | Indijanci                                | 8.6  |
|  | Arizona Pima ind.                        | 7.9  |
|  | Belgija                                  | 7.1  |
|  | Meksiko Tarahumara                       | 6.8  |
|  | Finska                                   | 6.1  |
|  | Severna Irska                            | 4.2  |
|  | Indija Tamil Nadu Nadar                  | 4.1  |
|  | Severna Indija, Indusi                   | 3.8  |
|  | Južna Hrvatska                           | 3.7  |
|  | Sevarna Portugalija                      | 3.3  |
|  | Meksiko Guadalahara Mestizos             | 2.9  |
|  | Češka                                    | 2.8  |
|  | Azorska Terceira ostrva                  | 2.7  |
|  | Azorska ostrva Santa Maria & Sao Miguele | 2.6  |
|  | Južna Koreja pop 3                       | 2.5  |
|  | Severozapadni Island                     | 2.4  |
|  | Jugoistočna Francuska                    | 2.3  |
|  | Maroko Nador Metalsa I                   | 2.1  |
|  | Južna Portugalija                        | 2.0  |
|  | Španija, Istočna Andaluzija, romi        | 2.0  |
|  | Severna Italija, Pavija                  | 1.9  |
|  | Centralna Azorska ostrva                 | 1.8  |
|  | Bugarska                                 | 1.8  |
|  | Izrael, Jevreji                          | 1.8  |
|  | Gruzija, Tbilisi Kurdi                   | 1.7  |
|  | Brazil, Belo Horizonte                   | 1.6  |
|  | Cape Verde jugoistočna ostrva            | 1.6  |
|  | Indija Nju Delhi                         | 1.5  |
|  | Meksico Sonora Seri                      | 1.5  |

Napomena:Prikazana učestalost gena odnosi se na oko polovinu fenotipskih učestalosti.

## Patofiziologija
Osim povezanosti sa ankilozirajućim spondilitisom, HLA-B27 se sreće i kod reaktivnog artritisa, određenih očnih bolesti (akutni prednji uveitis i iritis), psorijatičnog artritisa i ulceroznog kolitisa (povezanim sa spondyloarthritisom). Zajednička povezanost sa HLA-B27 dovodi do nešto većeg grupisanje tih bolesti(npr. grupa juvenilne spondiloartropatije ili spondiloartritisa kod odraslih).
Stvarna uloga HLA-B27 u pokretanju zapaljenskog odgovora koji uzrokuje pojavu bolesti još uvek nije tačno poznata.,
- Najstarija teorija je teorija molekularne mimikrije, u koje spada i autoimuna reakcije koja je u početku usmerena protiv peptida uzročnika, da bi tek nakon toga bila usmerena protiv HLA-B27 zbog njihove sličnosti.
- Druga teorija, je teorija artriogenih peptida, i pretpostavlja da HLA molekule deluju kao peptidi koji vežu molekule za zarazne agense.
- Treća teorija smatra daje antigena T-ćelija faktor osjetljivosti.
- Četvrta teorija smatra da je poremećaj urođene prirode, koja nije povezana sa HLA-B27.

Konačno, HLA-B27 jednostavno može predstavljati marker lokaciju, usko povezanu sa još neidentifikovanim pravim imunskim odgovor gena odgovornog za zapaljenski odgovor.